# کامپولونیو تاپولیانو
کامپولونیو تاپولیانو (به ایتالیایی: Campolongo Tapogliano) یک کومونه در ایتالیا است که در استان اودینه واقع شده‌است. کامپولونیو تاپولیانو ۹٫۶۳ کیلومتر مربع مساحت و ۱٬۲۰۲ نفر جمعیت دارد.

## خواهرخوانده
شهر Montgiscard خواهرخواندهٔ کامپولونیو تاپولیانو هست.